# Estonia na Mistrzostwach Świata w Lekkoatletyce 2011
Estonia na Mistrzostwach Świata w Lekkoatletyce 2011 była reprezentowana przez 9 zawodników – 3 kobiety i 6 mężczyzn. 5 zawodników wypełniło minimum A. Oszczepnik Risto Mätas do Daegu pojechał w roli zawodnika rezerwowego. Skład ekipy został zatwierdzony 15 sierpnia.

## Występy reprezentantów Estonii

### Mężczyźni

#### Konkurencje biegowe
| Konkurencja   | Zawodnik   | Runda 1  | Runda 1 | Runda 2  | Runda 2 | Półfinał | Półfinał | Finał    | Finał   |
| Konkurencja   | Zawodnik   | Rezultat | Pozycja | Rezultat | Pozycja | Rezultat | Pozycja  | Rezultat | Pozycja |
| ------------- | ---------- | -------- | ------- | -------- | ------- | -------- | -------- | -------- | ------- |
| Bieg na 100 m | Marek Niit |          |         | 10,53    | 32.     |          |          |          |         |
| Bieg na 200 m | Marek Niit |          |         | 20,90    | 29.     |          |          |          |         |

#### Konkurencje techniczne
| Konkurencja    | Zawodnik      | Eliminacje | Eliminacje | Finał    | Finał   |
| Konkurencja    | Zawodnik      | Rezultat   | Pozycja    | Rezultat | Pozycja |
| -------------- | ------------- | ---------- | ---------- | -------- | ------- |
| Rzut dyskiem   | Gerd Kanter   | 63,50      | 9. q       | 66,95    | 2.      |
| Rzut dyskiem   | Märt Israel   | 64,19      | 7. q       | 65,20    | 4.      |
| Dziesięciobój  | Mikk Pahapill |            |            | 8164     | 9.      |
| Dziesięciobój  | Andres Raja   |            |            | 7982     | 15.     |
| Rzut oszczepem | Mihkel Kukk   | 76.42      | 13.        |          |         |

### Kobiety

#### Konkurencje biegowe
| Konkurencja   | Zawodnik   | Runda 1  | Runda 1 | Runda 2  | Runda 2 | Półfinał | Półfinał | Finał    | Finał   |
| Konkurencja   | Zawodnik   | Rezultat | Pozycja | Rezultat | Pozycja | Rezultat | Pozycja  | Rezultat | Pozycja |
| ------------- | ---------- | -------- | ------- | -------- | ------- | -------- | -------- | -------- | ------- |
| Bieg na 400 m | Maris Mägi |          |         | 52,93    | 22. Q   | 53,27    | 21.      |          |         |

#### Konkurencje techniczne
| Konkurencja | Zawodnik         | Eliminacje | Eliminacje | Finał    | Finał   |
| Konkurencja | Zawodnik         | Rezultat   | Pozycja    | Rezultat | Pozycja |
| ----------- | ---------------- | ---------- | ---------- | -------- | ------- |
| Skok wzwyż  | Anna Iljuštšenko | 1.95       | 5. q       | 1.89     | 12.     |
| Siedmiobój  | Grit Šadeiko     |            |            | 5190     | 26.     |